# Hohenstauferne
Hohenstauferne (eller bare Stauferne) var en sydvesttysk (schwabisk) adelsslægt. I 1100-tallet og i 1200-tallet var flere af slægtens  
medlemmer konger og kejsere i det Tysk-Romerske Rige. 
Tiden var præget af strid mellem paven og kejseren. Hohenstaufernes modstandere Velferne tog pavens parti både i Tyskland og i Italien. Modsætningerne mellem partierne gjorde, at man ikke kunne enes om at vælge en ny kejser efter Frederik 2. (afsat 1248, død 1250). 
Den kejserløse periode sluttede først i 1274, da Rudolf 1. af Habsburg blev valgt til kejser (konge fra 1273). 

## Betydende medlemmer af den staufiske slægt
- Konrad 3., 1138–1152, først modkonge, senere enekonge
- Frederik 1. Barbarossa, konge fra 1152, kejser 1152-1190
- Henrik 6., konge fra 1190, kejser 1191-1197
- Filip af Schwaben, 1198–1208, tysk-romersk konge
- Frederik 2., tysk-romersk kejser, konge 1212-1220, kejser (1220-1248)
- Konrad 4., Konge (1250-1254)

## Welfisk kejser
Otto 4. af Braunschweig var konge fra 1198 (sammen med Filip af Schwaben) og kejser 1209-1218.